# 팔라우
팔라우 공화국(팔라우어: Beluu er a Belau 벨루 에르 아 벨라우, 영어: Republic of Palau 리퍼블릭 오브 펄라우[*]), 약칭 팔라우(팔라우어: Belau, 영어: Palau)는 오세아니아의 미크로네시아 캐롤라인 제도에 있는 연방 국가로써, 필리핀의 남동쪽, 인도네시아 서뉴기니의 북쪽에 위치한 섬나라이다. 2006년에 코로르에서 응게룰무드로 수도를 옮겼다. 공용어로 팔라우어와 영어를 사용한다.
약 3,000년 전 해양 동남아시아에서 기원한 이주민들이 처음 정착했다. 팔라우는 난파된 팔라우인 집단이 필리핀 사마르섬에 도착했을때 이들을 만난 보헤미안 선교사 폴 클라인에 의해 서방세계에 처음으로 알려졌다. 이후 1885년 스페인령 동인도 제도의 일부가 되었다. 1898년 스페인-미국 전쟁에서 스페인이 패배한 후, 이 섬들은 독일-스페인 조약에 따라 1899년 독일의 영토가 되어 독일령 뉴기니의 일부로 관리되었다. 제1차 세계 대전 후, 이 섬들은 국제 연맹에 의해 일본제국이 통치하는 남양청의 일부가 되었다. 제2차 세계 대전 기간에는 펠렐리우 전투및 기타 소규모 전투가 마리아나·팔라우 제도 전역의 일부로 미국과 일본 사이의 전장이 되었다. 전후에는 다른 태평양 섬들과 함께 1947년 미국이 통치하는 태평양 제도 신탁통치령의 일부가 되었다. 1978년 미크로네시아 연방 가입에 반대하는 국민투표 이후, 1994년 미국과의 자유 연합 협정에 따라 완전한 주권을 얻었다.
정치적으로는 국방, 자금, 사회 서비스의 관점에서 미국과 자유연합관계에 놓인 대통령제 공화국이다. 입법권은 양원제인 팔라우 국민의회에 집중되어 있다. 팔라우의 경제는 주로 관광, 생계형 농업 및 어업에 기반을 두고 있으며, 국민총생산(GNP)의 상당 부분은 외국 원조에 의존한다. 공식 통화로 미국 달러를 사용한다. 문화적으로 미크로네시아, 멜라네시아, 아시아 및 서양의 요소가 혼합되어 있다. 인구의 대다수인 팔라우인은 미크로네시아, 멜라네시아 및 오스트로네시아 혈통이 혼합되어 있다. 소수 일본계 인구도 있다. 이 나라의 두 개의 공식 언어는 팔라우어(오스트로네시아어족)와 영어이며, 일본어, 손소롤어, 토비아어가 지역 언어로 있다.

## 역사
16세기 중엽부터 필리핀과 함께 스페인의 식민지가 되었고, 1899년에 독일이 이 지역을 마리아나 제도·캐롤라인 제도와 함께 스페인으로부터 매입하였다. 코프라를 생산하고 앙가우르 섬에서 인산염이 채굴되었다(1955년에 고갈). 제1차 세계 대전 후 1919년 베르사유 조약에 따라 위 두 제도 및 마샬 제도와 함께 일본 제국의 위임통치령(국제 연맹이 통치를 위탁한 지역)인 남양 군도가 되었다. 1922년에 코로르에 일본 제국의 통치 기관인 남양청(일본어: 南洋庁 난요초[*])이 설치되었다.남양청은 행정 및 사법 업무를 관할하였고, 산업 개발 및 교육(특히 일본어 교육) 사업을 수행했다. 1944년 5월 남양청에 의해 남태평양 팔라우 섬으로 강제 동원됐던 한인 노무자 334명 가운데 151명이 현지에서 사망했다. 태평양 전쟁 당시 일본 해군의 주요기지로 있다가 1944년에 펠렐리우 전투로 미군이 점령하였다.
제2차 세계 대전 종전 후, 샌프란시스코 강화조약에 따라 이 지역은 미국의 신탁통치령이 되었다. 그러다가 1981년에 자치령이 되었고, 1982년 미국과의 '자유연합협정' 체결로 미군 기지가 들어서는 대신 미국으로부터 경제원조를 받아 왔다. 1994년 10월 1일에 공화국으로 완전 독립하여 그 해 12월에 유엔에 가입하였다.

## 지리
팔라우는 적도와 가까운 섬나라이며 인구의 대부분은 코로르에 거주하고 있다. 수도는 응게룰무드이다.

## 정치
팔라우는 대통령제, 부통령제를 채택하고 있고, 총리는 없다. 의회형태는 양원제이다. 현 팔라우의 대통령은 수랑겔 휩스 주니어다.

## 외교
대한민국과의 관계
팔라우는 1995년 3월에 대한민국과 수교하였고, 반면 조선민주주의인민공화국과는 미수교 상태이다. 필리핀의 마닐라 주재 한국대사관 영사부에서 겸임 관할하는 국가이다.
일본과의 관계
팔라우는 과거 일본계 대통령 쿠니오 나카무라 (나카무라 구니오)가 취임했으며, 일본계(日本系) 외의 국민 중에도 일본 이름을 가진 사람이 있을 정도로 일본과 친밀하다. 일부 자치 단체에서 일본어가 공용어로 채택되고 있으나, 이는 형식적일 뿐이다.
중국과의 관계
팔라우는 중화민국과 외교관계를 맺고 있고, 반면 중화인민공화국과는 미수교 상태이다.
그 외의 나라와의 관계
팔라우는 현재도 미국이 국방의 주요부분을 담담하고 있으며, 그 밖의 서방 국가와도 협조적이고 우호적인 관계를 유지하고 있다.

## 인구
대부분의 주민은 팔라우 제도의 바벨투아프섬(Babelthuap I.), 펠렐리우섬(Peleliu I.), 앙가우르섬(Angaur), 카양겔 제도(Kayangel), 손소랄 제도(Sonsoral), 토비섬(Tobi) 등에 거주한다.

### 언어와 민족
공용어는 팔라우어(국어)와 영어이며, 2개 주를 제외한 모든 주에서 공용어로 사용된다. 예외인 2개 주는 손소롤어가 쓰이는 손소롤주와 토비어가 쓰이는 하토호베이주(토비섬)이다. 앙가우르주에서는 일본어가 공용어로 지정되어 있지만, 현재는 소수의 노인층이 기억하는 정도에 불과하다. 타갈로그어(필리핀어)는 공용어는 아니나, 4번째로 많이 사용되는 언어이다. 인구의 70% 정도는 팔라우인이며, 그 밖에 필리핀인이 많이 산다. 국민 대다수는 팔라우어를 쓰지만, 영어도 많이 쓰인다. 팔라우 영어라고 하는 특유의 방언도 발전하고 있는데, 여기에는 필리핀 영어의 영향이 보인다.

### 종교
주된 종교는 기독교이다. 2020년 인구 조사에 따르면 인구의 46.9%가 로마 가톨릭, 25.9%가 개신교(주로 복음주의파), 5.1%가 모뎅게이교(Modekngei), 5.0%가 제칠일 안식교, 4.9%가 이슬람교, 0.9%가 후기성도 교회, 11.4%가 기타 종교였다.

## 기후
| Palau Islands (1961–1990)의 기후 | Palau Islands (1961–1990)의 기후 | Palau Islands (1961–1990)의 기후 | Palau Islands (1961–1990)의 기후 | Palau Islands (1961–1990)의 기후 | Palau Islands (1961–1990)의 기후 | Palau Islands (1961–1990)의 기후 | Palau Islands (1961–1990)의 기후 | Palau Islands (1961–1990)의 기후 | Palau Islands (1961–1990)의 기후 | Palau Islands (1961–1990)의 기후 | Palau Islands (1961–1990)의 기후 | Palau Islands (1961–1990)의 기후 | Palau Islands (1961–1990)의 기후 |
| 월                               | 1월                              | 2월                              | 3월                              | 4월                              | 5월                              | 6월                              | 7월                              | 8월                              | 9월                              | 10월                             | 11월                             | 12월                             | 연간                             |
| -------------------------------- | -------------------------------- | -------------------------------- | -------------------------------- | -------------------------------- | -------------------------------- | -------------------------------- | -------------------------------- | -------------------------------- | -------------------------------- | -------------------------------- | -------------------------------- | -------------------------------- | -------------------------------- |
| 일평균 최고 기온 °C (°F)         | 30.6 (87.1)                      | 30.6 (87.1)                      | 30.9 (87.6)                      | 31.3 (88.3)                      | 31.4 (88.5)                      | 31.0 (87.8)                      | 30.6 (87.1)                      | 30.7 (87.3)                      | 30.9 (87.6)                      | 31.1 (88.0)                      | 31.4 (88.5)                      | 31.1 (88.0)                      | 31.0 (87.7)                      |
| 일일 평균 기온 °C (°F)           | 27.3 (81.1)                      | 27.2 (81.0)                      | 27.5 (81.5)                      | 27.9 (82.2)                      | 28.0 (82.4)                      | 27.6 (81.7)                      | 27.4 (81.3)                      | 27.5 (81.5)                      | 27.7 (81.9)                      | 27.7 (81.9)                      | 27.9 (82.2)                      | 27.7 (81.9)                      | 27.6 (81.7)                      |
| 일평균 최저 기온 °C (°F)         | 23.9 (75.0)                      | 23.9 (75.0)                      | 24.1 (75.4)                      | 24.4 (75.9)                      | 24.5 (76.1)                      | 24.2 (75.6)                      | 24.1 (75.4)                      | 24.3 (75.7)                      | 24.5 (76.1)                      | 24.4 (75.9)                      | 24.4 (75.9)                      | 24.2 (75.6)                      | 24.2 (75.6)                      |
| 평균 강우량 mm (인치)            | 271.8 (10.70)                    | 231.6 (9.12)                     | 208.3 (8.20)                     | 220.2 (8.67)                     | 304.5 (11.99)                    | 438.7 (17.27)                    | 458.2 (18.04)                    | 379.7 (14.95)                    | 301.2 (11.86)                    | 352.3 (13.87)                    | 287.5 (11.32)                    | 304.3 (11.98)                    | 3,758.3 (147.97)                 |
| 평균 강우일수                    | 19.0                             | 15.9                             | 16.7                             | 14.8                             | 20.0                             | 21.9                             | 21.0                             | 19.8                             | 16.8                             | 20.1                             | 18.7                             | 19.9                             | 224.6                            |
| 평균 월간 일조시간               | 198.4                            | 194.9                            | 244.9                            | 234.0                            | 210.8                            | 168.0                            | 186.0                            | 176.7                            | 198.0                            | 179.8                            | 183.0                            | 182.9                            | 2,357.4                          |
| 출처: Hong Kong Observatory      |                                  |                                  |                                  |                                  |                                  |                                  |                                  |                                  |                                  |                                  |                                  |                                  |                                  |

## 문화

### 스포츠
팔라우의 주요 스포츠는 야구이며, 팔라우의 국회의원들이 야구 코치일 정도로 그 열기가 대단하다. 팔라우 야구의 시작은 식민지 시절 일본으로부터 야구를 처음으로 전파를 받은 것으로 알려져 있다.